# Adolphe Buhl
Adolphe Buhl (Paris, 19 de junho de 1878 - Viry-Châtillon, 24 de março de 1949) foi um matemático e astrônomo francês.
Foi palestrante convidado do Congresso Internacional de Matemáticos em Bolonha (1928). Recebeu a Ordem Nacional da Legião de Honra.

## Publicações selecionadas

### Artigos
- "Sur les surfaces dont un système de lignes asymptotiques se projette suivant une famille de courbes données." Bulletin de la Société Mathématique de France 31 (1903): 47–54.
- "Sur les équations linéaires aux dérivées partielles et la théorie des groupes continus." Journal de Mathématiques Pures et Appliquées (1904): 85–130.
- "Sur la formule de Stokes dans l'hyperespace." Annales de la Faculté des sciences de Toulouse: Mathématiques 3 (1911): pp. 63–72.
- "Sur la représentation des fonctions mésomorphes." Acta Mathematica 35, no. 1 (1912): 73–95. doi:10.1007/BF02418814
- "Sur les transformations et extensions de la formule de Stokes." Annales de la Faculté des sciences de Toulouse: Mathématiques 4 (1912): pp. 365–410.
- "Sur les volumes tournants." Nouvelles Annales de Mathématiques: Journal des Candidats aux Écoles Polytechnique et Normale 2 (1923): 374–377.
- "Lignes asymptotiques et lignes de courbure." Journal de Mathématiques pures et appliquées 8 (1929): 45–70.
- "Sur les formules fondamentales de l'électromagnétisme et de la gravifique." Annales de la Faculté des sciences de Toulouse: Mathématiques 19 (1927): pp. 1–38.
- "Tourbillons corpuscules, ondes avec quelques préliminaires sur le rôle des opérateurs en physique théorique." Annales de la Faculté des sciences de Toulouse: Mathématiques 24 (1932): pp. 1–48.

### Livros
- Sur les équations différentielles simultanées et la forme aux dérivées partielles adjointe. [S.l.]: C. Naud. 1901
- Géométrie et analyse des intégrales doubles. [S.l.]: Gauthier-Villars. 1920
- Séries Analytiques. Sommabilité. [S.l.]: Gauthier-Villars. 1925
- Formules stokiennes. [S.l.]: Gauthier-Villars. 1926
- Aperçus modernes sur la théorie des groupes continus et finis. [S.l.]: Gauthier-Villars. 1928
- Gravifiques, groupes, mécaniques. [S.l.]: Gauthier-Villars. 1934
- Nouveaux Éléments d'Analyse. Calcul Infinitésimal. Géométrie. Physique Théorique, tome 1: Variables réelles. [S.l.]: Gauthier-Villars. 1937 tome 2: Variables complexes. [S.l.: s.n.] 1938[4] tome 3: Équations différentielles. [S.l.: s.n.] 1940 tome 4: Équations aux dérivées partielles. [S.l.: s.n.] 1943